# رایان رولند اسمیت
رایان رولند اسمیت (انگلیسی: Ryan Rowland-Smith؛ زادهٔ ۲۶ ژانویهٔ ۱۹۸۳) بازیکن بیس‌بال اهل استرالیا است.
از باشگاه‌هایی که در آن بازی کرده‌است می‌توان به بوستون رد ساکس اشاره کرد.
وی در مسابقات کشوری و بین‌المللی در مجموع برندهٔ ۱ مدال نقره شده‌است.